# Забелски манастир
 Тази статия е за манастира в Трънско.  За манастира в Кумановско вижте Забелски манастир (Република Македония).  
Забелският манастир „Свети Димитър“ е български православен манастир.

## Местоположение
Разположен в планината Руй, на десния бряг на Забелската река, намира се на около 2 километра северно от село Забел, община Трън.

## История
Манастирът е датиран към средата на XIII век, като в началото на XVIII век запустява. Една негова книга – ръкописен миней, се намира в Погановски манастир. В близост до манастира през късното средновековие е било селото. На площ от 7-8 дка се намират все още материали от него. Днешната манастирска църква е изградена в ново време върху по старите основи. К. Иречек отнася разрушаването ѝ към XVIII век. Самата църква е еднокорабна, едноапсидна и безкуполна постройка с размери 12 х 5 м. Покрита е с двускатен дървен покрив. Църквата е вкопана на около 0,50 м под нивото на външния терен. Градена е с ломени камъни, тухли и преизползвани дялани камъни, спойката е с глина. В апсидата има отвор с размери: височина – 0,74 м, дълбочина – 0,70 м, и ширина – 0,28 м. В северозападния ъгъл на източната стена е оформена ниша (проскомидията). Престолът е направен от монолитен каменен блок с размери 0,83 х 1,08 х 0,53 м.